# Coppa del mondo di ciclocross 1999-2000
La Coppa del mondo di ciclocross 1999-2000, settima edizione della competizione, si svolse tra il 7 novembre 1999 ed il 16 gennaio 2000. Sven Nys vinse il titolo.

## Uomini élite

### Risultati
| # | Data        | Città      | Evento                         | Vincitore       | Leader della Cl. mondiale |
| - | ----------- | ---------- | ------------------------------ | --------------- | ------------------------- |
| 1 | 5 novembre  | Safenwil   | Cyclo-Cross Safenwil           | Sven Nys        | Sven Nys                  |
| 2 | 18 novembre | Tábor      | Cyklokros Tábor                | Mario De Clercq | Sven Nys                  |
| 3 | 5 dicembre  | Leudelange | Grand Prix Julien Cajot        | Sven Nys        | Sven Nys                  |
| 4 | 19 dicembre | Kalmthout  | Vlaamse Industrieprijs Bosduin | Bart Wellens    | Sven Nys                  |
| 5 | 2 gennaio   | Zeddam     | Grote Prijs Montferland        | Mario De Clercq | Sven Nys                  |
| 6 | 16 gennaio  | Nommay     | Cyclo-cross de Nommay          | Daniele Pontoni | Sven Nys                  |

### Classifica generale
| Pos. | Corridore           | Punti |
| ---- | ------------------- | ----- |
| 1    | Sven Nys            | 300   |
| 2    | Richard Groenendaal | 268   |
| 3    | Mario De Clercq     | 245   |
| 4    | Adrie van der Poel  | 195   |
| 5    | Daniele Pontoni     | 184   |
| 6    | Erwin Vervecken     | 179   |
| 7    | Peter Van Santvliet | 154   |
| 8    | Wim de Vos          | 148   |
| 9    | Petr Dlask          | 146   |
| 10   | Ben Berden          | 137   |